# ماوري (لاعب كرة قدم)
ماوري (بالإسبانية: Mauri Ugartemendia)‏ هو لاعب كرة قدم إسباني في مركز الوسط، ولد في 26 يوليو 1934 في غرنيكا في إسبانيا. شارك مع منتخب إسبانيا ب لكرة القدم ‏ ومنتخب إسبانيا لكرة القدم. أما مع النوادي، فقد لعب مع أتلتيك بيلباو وأريناس غوتكسو وريكرياتيفو ونادي ساباديل.

## وصلات خارجية
- ماوري على موقع قاعدة بيانات كرة القدم.إي يو (الإنجليزية)
- ماوري على موقع ناشيونال فوتبول تيمز (الإنجليزية)
- ماوري على موقع عالم كرة القدم.نت (الإنجليزية)